# Jil Teichmann
Jil Belén Teichmann (Barcelona, 15 de julio de 1997) es una tenista suiza.
Teichmann tiene como mejor ranking individual en la WTA, el lugar 29 logrado el 9 de mayo de 2022 y un mejor ranking de dobles de 74 logrado en abril de 2022.
Jil ha ganado 2 títulos individuales a nivel WTA y 1 en la modalidad de dobles.

## Trayectoria
En el año 2014, Teichmann ganó el título de dobles junior femenino del Open de los Estados Unidos junto con İpek Soylu , después de derrotar a Vera Lapko y Tereza Mihalíková 5-7, 6-2, [10-7] en la final.
En enero de 2018, Teichmann es llamada por primera vez en su carrera a jugar la Copa Fed con Suiza.
En la misma semana que es convocada para la Fed Cup, Jil logra su primer título de categoría WTA en las WTA Series 125ks en Newport Beach. Ha sido en la categoría de dobles junto a la japonesa Misaki Doi.
En el US Open de 2018, Jil se estrena en un cuadro final de Grand Slam al pasar la fase previa y es capaz de ganar también el partido de primera ronda a Dalila Jakupović.
En mayo de 2019, Jil ganó su primer título WTA al derrotar en la final del WTA de Praga a la jugadora local Karolína Muchová. Con este título Jil accedería por primera vez en su carrera también dentro del top100. En julio de 2019, ganaría su segundo título WTA, también en tierra batida. Esta vez sería en tierras italianas tras lograr su primera victoria ante una top10, derrotando a Kiki Bertens en la final de Palermo.

## Títulos WTA (3; 2+1)

### Individual (2)
| Leyenda                                |
| -------------------------------------- |
| Grand Slam (0)                         |
| Juegos Olímpicos (0)                   |
| WTA Finals (0)                         |
| P. Mandatory & Premier 5, WTA 1000 (0) |
| Premier, WTA 500 (0)                   |
| International, WTA 250 (2)             |

| No. | Fecha               | Torneo  | Superficie    | Oponente en la final | Resultado        |
| 1.  | 4 de mayo de 2019   | Praga   | Tierra batida | Karolína Muchová     | 7-6(5), 3-6, 6-4 |
| 2.  | 28 de julio de 2019 | Palermo | Tierra batida | Kiki Bertens         | 7-6(3), 6-2      |

#### Finalista (2)
| No. | Fecha                | Torneo     | Superficie | Oponente en la final | Resultado |
| 1.  | 16 de agosto de 2020 | Lexington  | Dura       | Jennifer Brady       | 3-6, 4-6  |
| 2.  | 22 de agosto de 2021 | Cincinnati | Dura       | Ashleigh Barty       | 3-6, 1-6  |

### Dobles (2)
| Leyenda                                |
| Grand Slam (0)                         |
| Juegos Olímpicos (0)                   |
| WTA Finals (0)                         |
| P. Mandatory & Premier 5, WTA 1000 (0) |
| Premier, WTA 500 (0)                   |
| International, WTA 250 (2)             |

| N.º | Fecha                 | Torneo      | Superficie    | Pareja          | Oponentes en la final              | Resultado |
| --- | --------------------- | ----------- | ------------- | --------------- | ---------------------------------- | --------- |
| 2.  | 11 de julio de 2021   | Hamburgo    | Tierra batida | Jasmine Paolini | Astra Sharma Rosalie Van der Hoek  | 6-0, 6-4  |
| 2.  | 22 de octubre de 2023 | Cluj-Napoca | Dura          | Jodie Burrage   | Leolia Jeanjean Valeriya Strakhova | 6-1, 6-4  |

#### Finalista (2)
| N.º | Fecha                | Torneo    | Superficie | Pareja         | Oponentes en la final            | Resultado |
| --- | -------------------- | --------- | ---------- | -------------- | -------------------------------- | --------- |
| 1.  | 16 de agosto de 2020 | Lexington | Dura       | Marie Bouzková | Hayley Carter Luisa Stefani      | 1-6, 5-7  |
| 2.  | 19 de junio de 2022  | Berlín    | Hierba     | Alizé Cornet   | Storm Sanders Kateřina Siniaková | 4-6, 3-6  |

## WTA 125ks

### Individuales (1)
| Resultado | Fecha                    | Torneo    | Superficie    | Oponente       | Puntaje     |
| --------- | ------------------------ | --------- | ------------- | -------------- | ----------- |
| 1.        | 15 de septiembre de 2024 | Liubliana | Tierra batida | Nuria Párrizas | 7-6(8), 6-4 |

### Dobles (1)
| No | Fecha               | Torneo        | Superficie | Pareja     | Oponentes                   | Resultado |
| -- | ------------------- | ------------- | ---------- | ---------- | --------------------------- | --------- |
| 1. | 28 de enero de 2018 | Newport Beach | Dura       | Misaki Doi | Rebecca Peterson Jamie Loeb | 6-3, 6-4  |

#### Finalista (1)
| No | Fecha                    | Torneo    | Superficie    | Pareja          | Oponentes                     | Resultado        |
| -- | ------------------------ | --------- | ------------- | --------------- | ----------------------------- | ---------------- |
| 1. | 15 de septiembre de 2024 | Liubliana | Tierra batida | Lina Gjorcheska | Nuria Brancaccio Leyre Romero | 7-5, 5-7, [7-10] |

## Finales en la ITF

### Individuales: 6
| Leyenda              |
| -------------------- |
| Torneos de $ 100,000 |
| Torneos de $ 80,000  |
| Torneos de $ 50,000  |
| Torneos de $ 25,000  |
| Torneos de $ 15,000  |
| Torneos de $ 10,000  |

| Finales por superficie |
| ---------------------- |
| Dura                   |
| Arcilla                |
| Hierba                 |
| Alfombra               |

| No | Date                   | Torneo                  | Superficie | Oponente.              | Resultado     |
| -- | ---------------------- | ----------------------- | ---------- | ---------------------- | ------------- |
| 1. | 30 de agosto de 2015   | Braunschweig , Alemania | Arcilla    | Ekaterina Alexandrova  | 6-3, 6-3      |
| 2. | 19 de junio de 2016    | Montpellier , Francia   | Arcilla    | Montserrat González    | 6-2, 7-6      |
| 3. | 25 de junio de 2016    | Périgueux , Francia     | Arcilla    | Olga Sáez Larra        | 6-3, 6-3      |
| 4. | 6 de noviembre de 2016 | Hammamet , Túnez        | Arcilla    | Diana Enache           | 6-4, 6-4      |
| 5. | 23 de abril de 2017    | Chiasso , Suiza         | Arcilla    | Kathinka von Deichmann | 2-6, 6-3, 6-2 |
| 6. | 31 de marzo de 2019    | Pula , Italia           | Arcilla    | Kaja Juvan             | 7-6, 6-0      |

### Dobles: 5
| Leyenda              |
| -------------------- |
| Torneos de $ 100,000 |
| Torneos de $ 80,000  |
| Torneos de $ 50,000  |
| Torneos de $ 25,000  |
| Torneos de $ 15,000  |
| Torneos de $ 10,000  |

| Finales por superficie |
| ---------------------- |
| Dura                   |
| arcilla                |
| hierba                 |
| Alfombra               |

| No | Date                   | Torneo            | Superficie | Pareja                | Oponentes                         | Resultado        |
| -- | ---------------------- | ----------------- | ---------- | --------------------- | --------------------------------- | ---------------- |
| 1. | 31 de agosto de 2013   | Caslano , Suiza   | Arcilla    | Chiara Grimm          | Sara Ottomano Barbora Štefková    | 6-4, 4-6, [10-4] |
| 2. | 27 de abril de 2014    | Chiasso , Suiza   | Arcilla    | Chiara Grimm          | Alice Matteucci Camilla Rosatello | 7-5, 6-3         |
| 3. | 23 de agosto de 2015   | Leipzig, Alemania | Arcilla    | Priscilla Hon         | Pia Konig Conny Perrin            | 6-1, 6-4         |
| 4. | 9 de octubre de 2016   | Pula , Italia     | Arcilla    | Tamara Zidanšek       | Claudia Giovine Camilla Rosatello | 6-2, 6-4         |
| 5. | 6 de noviembre de 2016 | Hammamet , Túnez  | Arcilla    | Guadalupe Pérez Rojas | Tamara Čurović Barbara Kötelesová | 6-1, 4-6, [11-9] |

## Finales Junior Grand Slam

### Dobles femenino
| Resultado | Año  | Campeonato                | Superficie | Pareja     | Oponentes                    |
| --------- | ---- | ------------------------- | ---------- | ---------- | ---------------------------- |
| Ganador   | 2014 | Abierto de Estados Unidos | Dura       | İpek Soylu | Vera Lapko Tereza Mihalíková |